# Gunhild Rosén
Karolina Matilda Gunhild Rosén, född 7 december 1855 i Norrköping, död 27 november 1928 i Hovförsamlingen i Stockholm, var en svensk balettdansare, balettmästare och koreograf.
Gunhild Rosén var elev till Anders Selinder. Hon var aktiv vid Kungliga Operan i Stockholm där hon blev figurant 1872, sekonddansös 1875, premiärdansös 1881 och vikarierande balettmästare 1894. Mellan 1922 och 1926 var hon balettmästare för Kungliga Baletten, och som sådan den andra kvinnliga balettmästaren i Kungliga Baletten sedan Sophie Daguin, men den första som innehade positionen ensam. 
Rosén gjorde koreografier till såväl operor (bland annat Brudköpet 1894 och Bäckahästen 1925) som till baletter och komponerade själv baletten I Ungern. Hon uppträdde i Köpenhamn 1878, 1879 1890 och i Oslo 1880, 1881 och 1890. Till hennes framträdande dansnummer hörde Valse brillante, Svanilda i Coppelia samt roller i Aufforderung zum Tanz Skugg-balett och Blomsterfesten i Genzano.
Gunhild Rosén är begravd på Norra begravningsplatsen utanför Stockholm.